# Autobiografie van Benjamin Franklin
De Autobiografie van Benjamin Franklin is een literair werk dat door Benjamin Franklin zelf is geschreven tussen 1771 en 1790. Het bestaat uit vier delen, waarbij het eerste deel is gericht aan zijn zoon William Franklin, op dat moment gouverneur van New Jersey. Franklin beschrijft zijn jeugd, zijn liefde voor lezen, en zijn leerjaren als leerling van zijn broer James Franklin, een drukker en uitgever in Boston. Het werk biedt inzicht in zijn opkomst van bescheiden afkomst tot eminente status door middel van industrie, economie en zelfverbetering.
De Autobiografie werd onvolledig achtergelaten door Franklin en werd na zijn dood in 1790 gepubliceerd. Het eerste deel verscheen in 1791 in het Frans, getiteld Mémoires de la vie privée de Benjamin Franklin, gevolgd door Engelse vertalingen in 1793. Het volledige werk, inclusief het vierde deel, werd voor het eerst gepubliceerd in Londen in 1818 door Franklins kleinzoon William Temple Franklin.
Het werk ontving positieve erkenning voor zijn historische waarde als een verslag van het vroege Amerika en wordt beschouwd als het eerste Amerikaanse boek dat serieus werd genomen door Europeanen als literatuur. Onder literaire critici heeft de Autobiografie echter enige controverse opgeroepen vanwege de opmerkingen over Franklins eigen streven naar rijkdom en zijn vermeende zelfingenomen toon. 